# Brown (stacja antarktyczna)
Base Antártica Brown – letnia stacja polarna należąca do Argentyny, położona nad zatoką Paradise Bay nad Cieśniną Gerlache’a, na wybrzeżu Półwyspu Antarktycznego. Zarządza nią Argentyński Instytut Antarktyczny (hiszp. Instituto Antártico Argentino).
Do lat 90. XX wieku nosiła nazwę Estación Científica Almirante Brown.

## Położenie
Stacja znajduje się na wybrzeżu morza, u stóp skały wznoszącej się na 70 m n.p.m. W pobliżu znajduje się schronienie Ortiz, zarządzane przez marynarkę wojenną Argentyny. Nad zatoką znajduje się także chilijska letnia stacja polarna González Videla.
Patronem stacji jest admirał William Brown, twórca marynarki wojennej Argentyny. Została ona założona w antarktycznym lecie 1950–1951.

## Wyposażenie i działalność
Od początku działalności na stacji prowadzone są badania meteorologiczne; od lata 1964–1965 na stacji funkcjonuje laboratorium biologiczne. Obecnie do dyspozycji naukowców są trzy laboratoria, gabinet fotograficzny, radiostacja pomieszczenia biurowe i biblioteka. Prócz tego stacja posiada cztery pokoje sypialne, kuchnię i dwie łazienki. Stacja posiada łódź motorową, dzięki której nurkowie zdobywają okazy biologiczne, głównie bezkręgowce morskie.
Oprócz nauk biologicznych, prowadzone na stacji prace obejmują badania medyczne, glacjologię, oceanografię, badania zorzy polarnej i naturalnej promieniotwórczości.

## Galeria

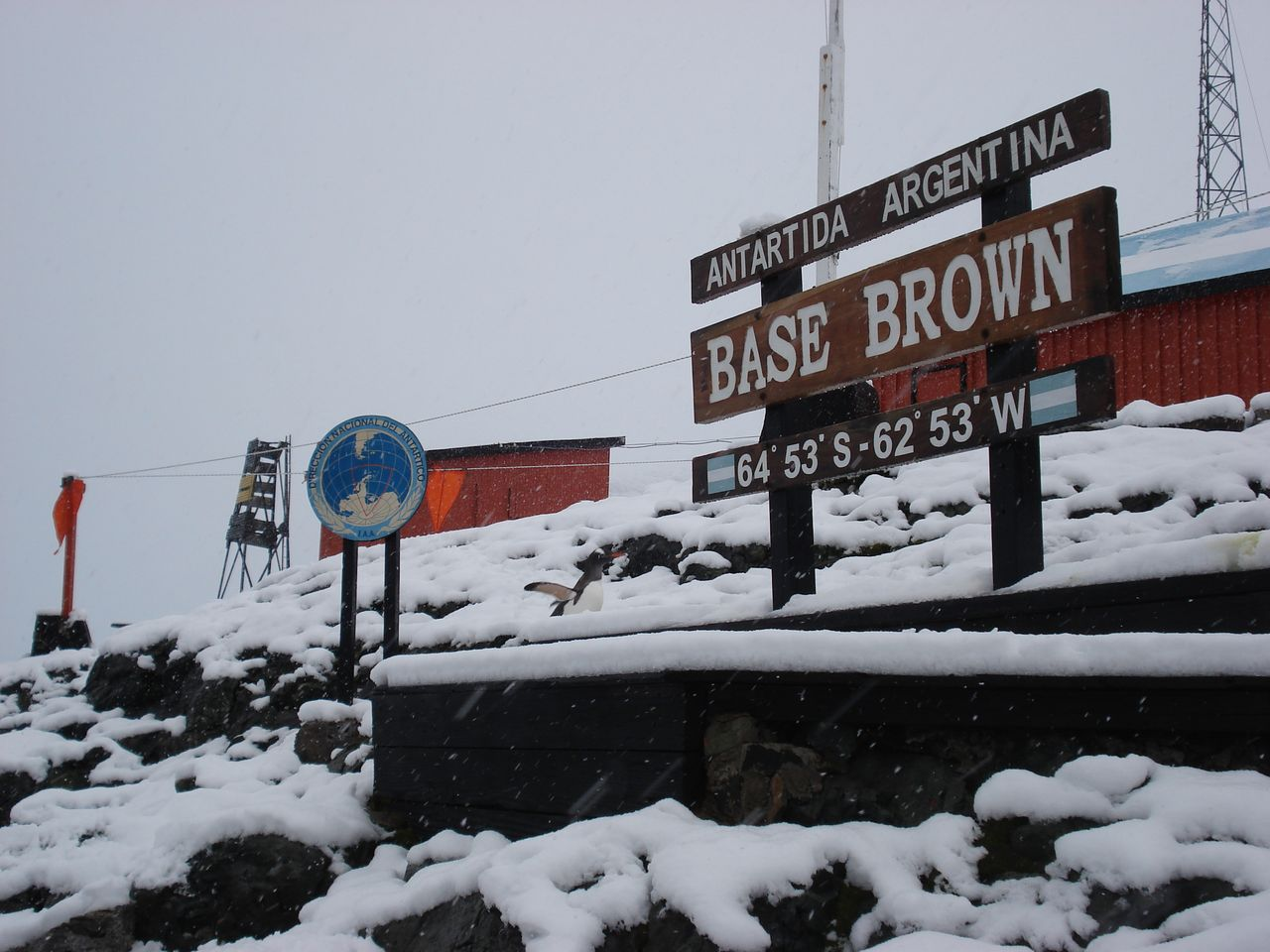
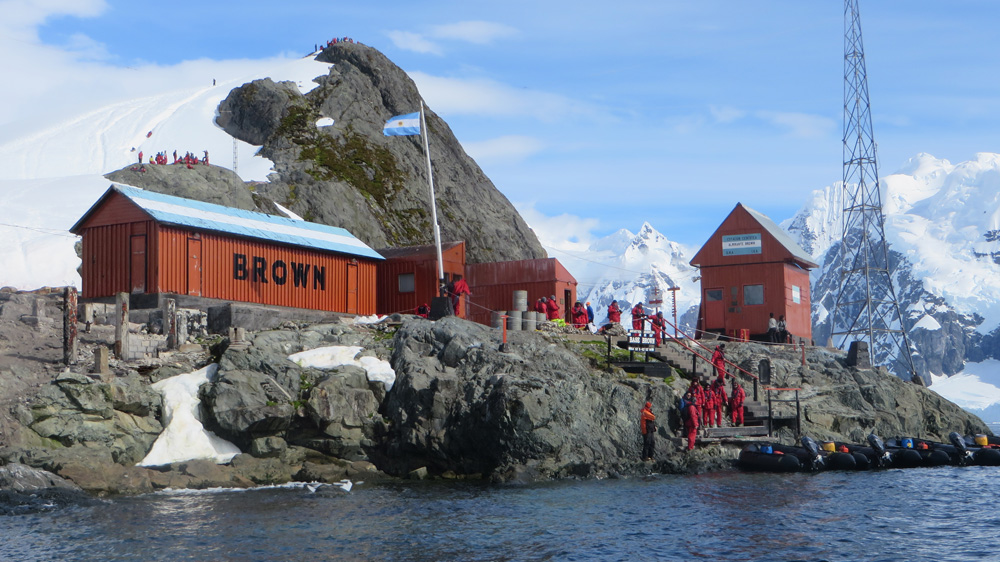
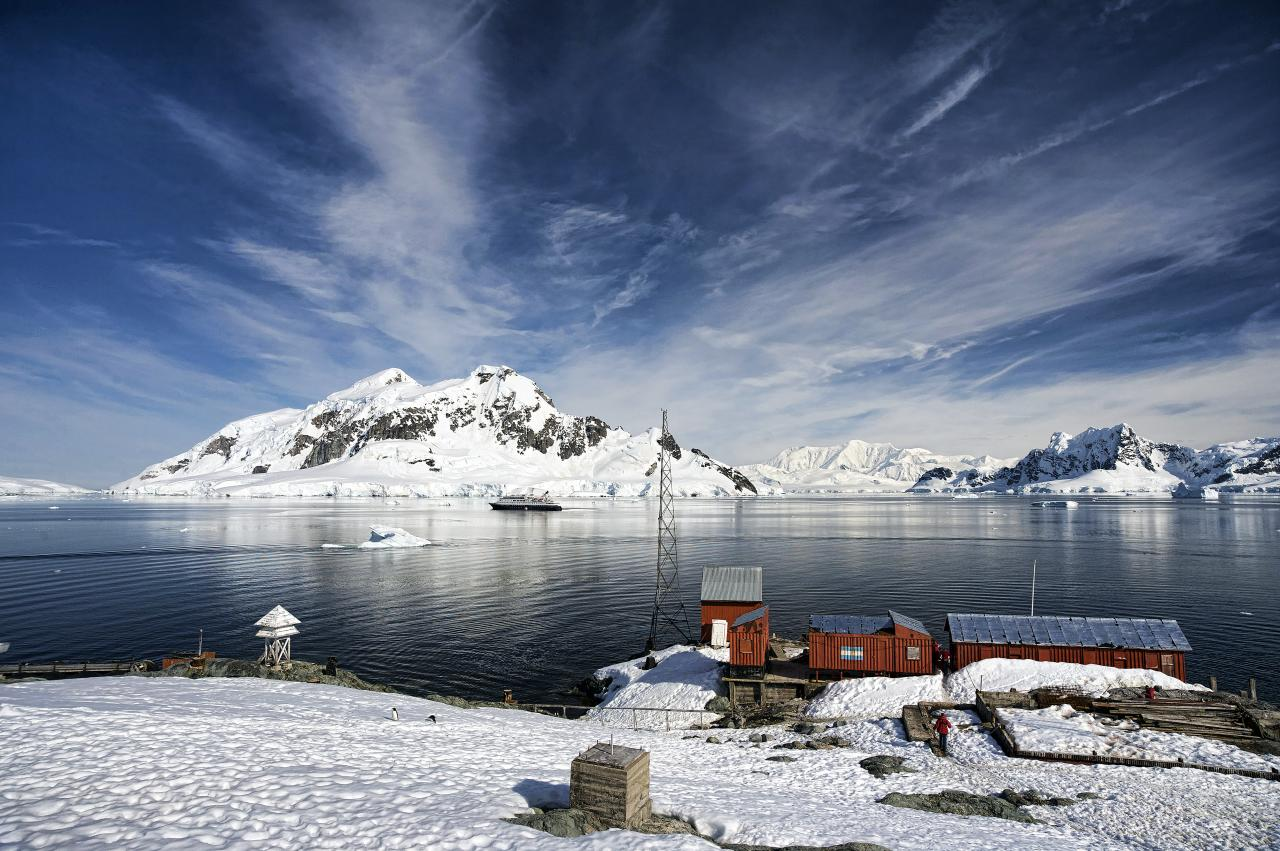
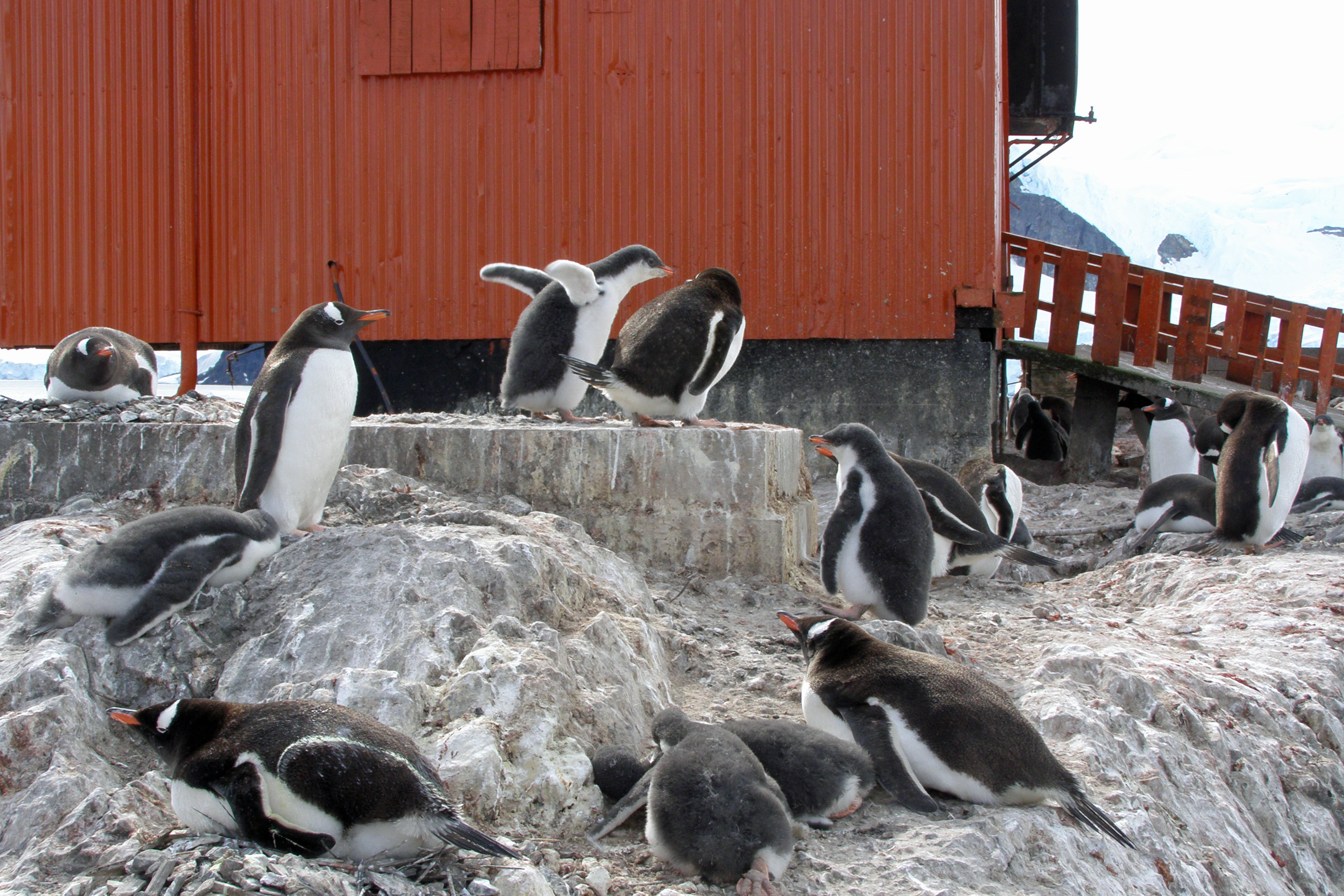